# Шодуарівський парк
Шодуарівський парк — парк-пам'ятка садово-паркового мистецтва місцевого значення. Об'єкт розташований на території Житомира Житомирської області, вул. Старий бульвар, 34.
У 2020-ому році почалася реконструкція житомирської набережної, що розташована у Шодуарівському парку. У жовтні підрядна організація продовжує оздоблювати човнову станцію та облаштовувати територію біля неї.

## Назва
Назву він отримав на честь свого засновника — барона де Шодуара Івана Максиміліановича.

## Історія
Заснований на початку XX століття, на березі річки Тетерів. Спершу був побудований палац барона Шодуара (який до сьогодні, на жаль, не зберігся) заввишки три поверхи. Після, біля його маєтку було висаджено цілий сад із близько 80 різноманітних дерев та рослин з різних країн світу. Парк також має декілька скульптур, наприклад статуя богині Артеміди. Та сходи, що ведуть до річки, виготовлені каменярем Вацлавом Длоугом та мають 184 сходинки.
Окрім своєї краси, парк має і практичну пам'ятку — підвісний міст, що простягається на 350 метрів завдовжки й перетинає річку Тетерів. Він веде від самого парку до іншого берегу де також живуть люди та збудований у 1982 році.